# Gemerček
Gemerček es un municipio del distrito de Rimavská Sobota en la región de Banská Bystrica, Eslovaquia, con una población estimada a final del año 2024 de 88 habitantes.
Se encuentra ubicado al este de la región, en la cuenca hidrográfica del río Sajó —un afluente derecho del río Tisza— y cerca de la frontera con la región de Košice y con Hungría.

## Demografía
| Año        | 1994 | 2004     | 2014     | 2024     |
| ---------- | ---- | -------- | -------- | -------- |
| Población  | 134  | 115      | 101      | 88       |
| Diferencia |      | −14,17 % | −12,17 % | −12,87 % |

| Año        | 2023 | 2024    |
| ---------- | ---- | ------- |
| Población  | 92   | 88      |
| Diferencia |      | −4,34 % |